# Ute (губки)
Ute (лат.) — род губок из класса известковых из семейства Grantiidae.

## Описание
Тело имеет сиконоидный тип организации. Кортикальный слой поддерживается гигантскими продольными двулучевыми спикулами. Хоаноскелет состоит из нескольких рядов трехлучевых спикул, изредка встречаются четырёхлучевые спикулы.

## Виды
Включает 10 видов.
- Ute ampullacea Wörheide & Hooper, 2003
- Ute armata Hozawa, 1929
- Ute glabra Schmidt, 1864
- Ute gladiata Borojevic, 1966
- Ute insulagemmae Van Soest & De Voogd, 2018[3]
- Ute pedunculata Hozawa, 1929
- Ute spenceri Dendy, 1893
- Ute spiculosa Dendy, 1893
- Ute syconoides (Carter, 1886)
- Ute viridis Schmidt, 1868